# Heuvel (Eindhoven)

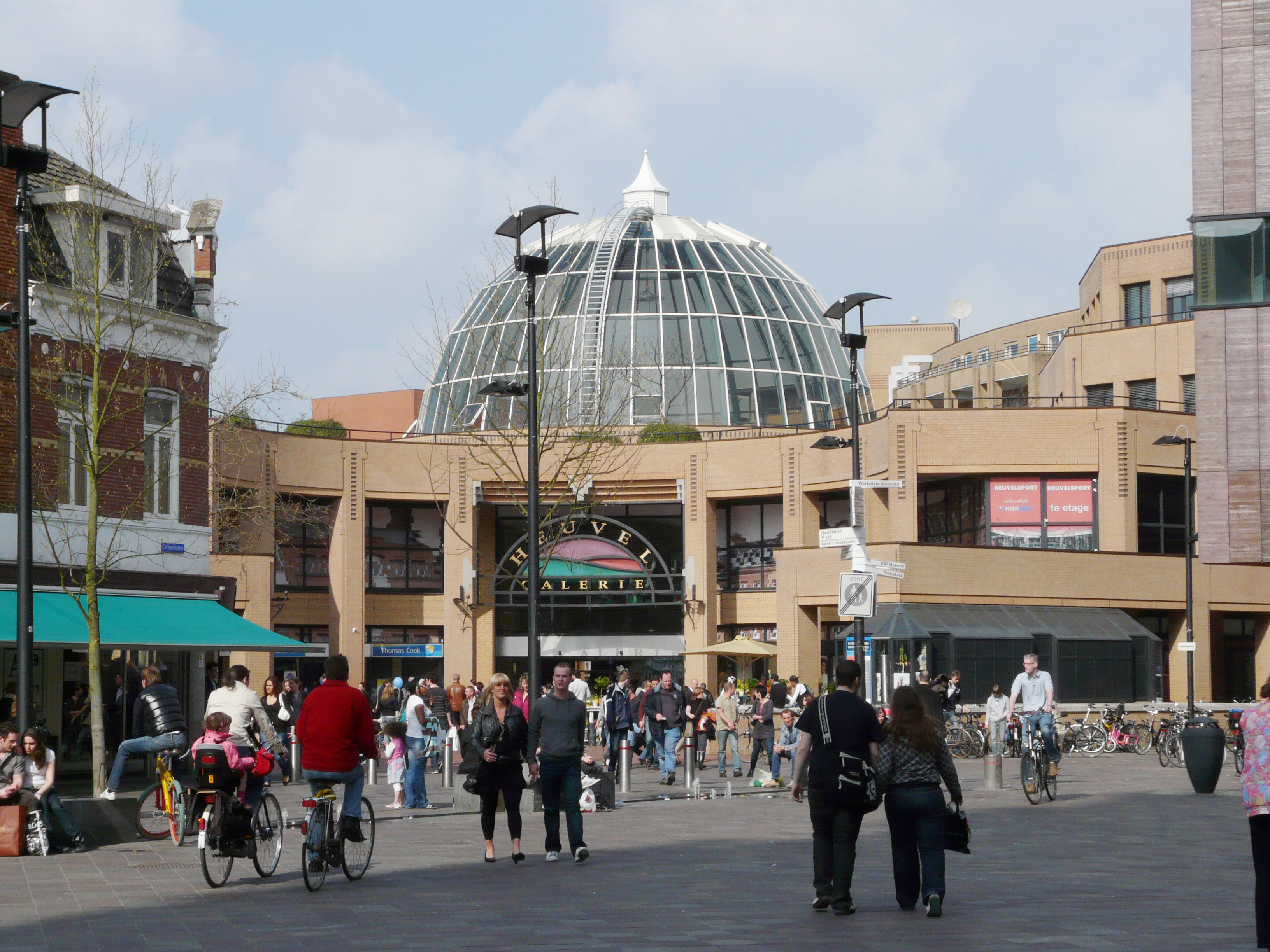
De Heuvel

De Heuvel, eerder Heuvel Galerie, is een overdekt winkelcentrum in het centrum van Eindhoven. Het gebouw is ontworpen door Walter Brune en in 1992 geopend. Het winkelcentrum bestaat uit drie verdiepingen en heeft vier ingangen. Er zijn meer dan 80 winkels gevestigd op het gebied van mode, lifestyle, food en entertainment.
Er zijn verder ook woningen en bedrijfsruimten in het gebouw, waaronder horecapanden aan de Markt, Muziekgebouw Frits Philips Eindhoven en Holland Casino; verder een parkeergarage en een overdekte fietsenstalling. 
Het winkelcentrum ligt op de plaats van het vroegere Binnengasthuis. Bij de bouw, die in 1990 begon, zijn resten gevonden van het Kasteel van Eindhoven dat kort voor 1420 werd gebouwd voor de toenmalige Heer van Eindhoven, Jan van Schoonvorst.
Begin 2014 werd bekend dat winkelcentrum Heuvel gerenoveerd ging worden. De renovatie stond in het teken van modernisering. Het doel was om een frissere en meer eigentijdse uitstraling te realiseren. Het vernieuwde winkelcentrum werd in november 2015 feestelijk heropend en de naam Heuvel Galerie werd gewijzigd in Heuvel.
In navolging van de modernisering zijn ook de duurzaamheidsprestaties van het winkelcentrum vergroot. In maart 2017 heeft het winkelcentrum de BREEAM prijs gewonnen in de categorie ‘retail-in-use’. Hiermee werd de Heuvel uitgeroepen tot het duurzaamste winkelcentrum van Nederland.
De Heuvel beschikt tevens over twee lichtobjecten. Het grootste lichtobject, ontworpen door Har Holland, bevindt zich in het forum bij de ingang aan het Catharinaplein. Het object bestaat uit 121 licht doorschijnende buizen. Elke buis kan op diverse hoogtes worden gepositioneerd en in verschillende kleuren worden verlicht, waardoor bijzonder schouwspel ontstaat.

## Zie ook

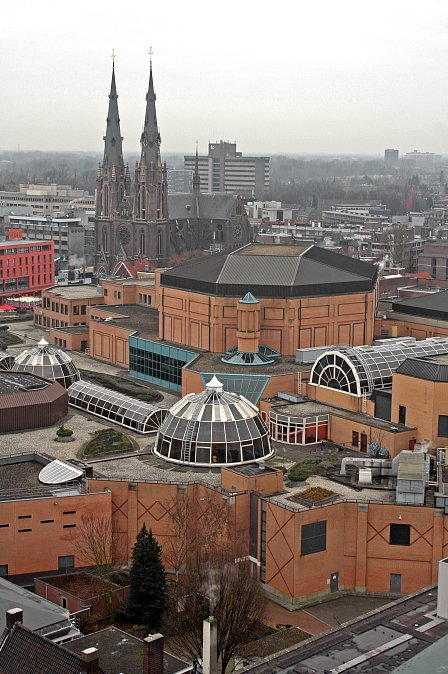
Bovenaanzicht van de Heuvel Galerie (binnenstad)
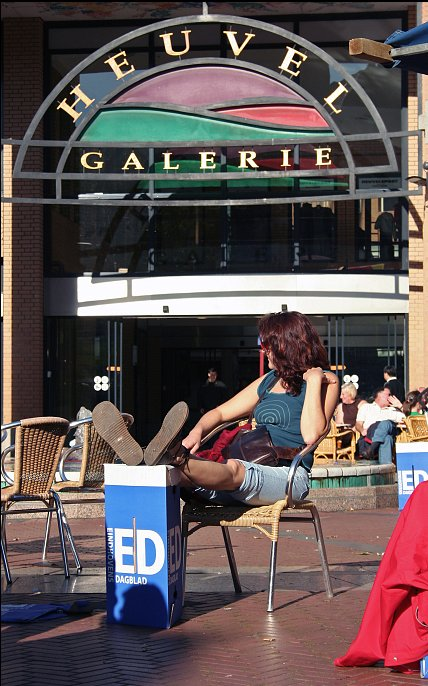
De zuidingang van de Heuvel Galerie
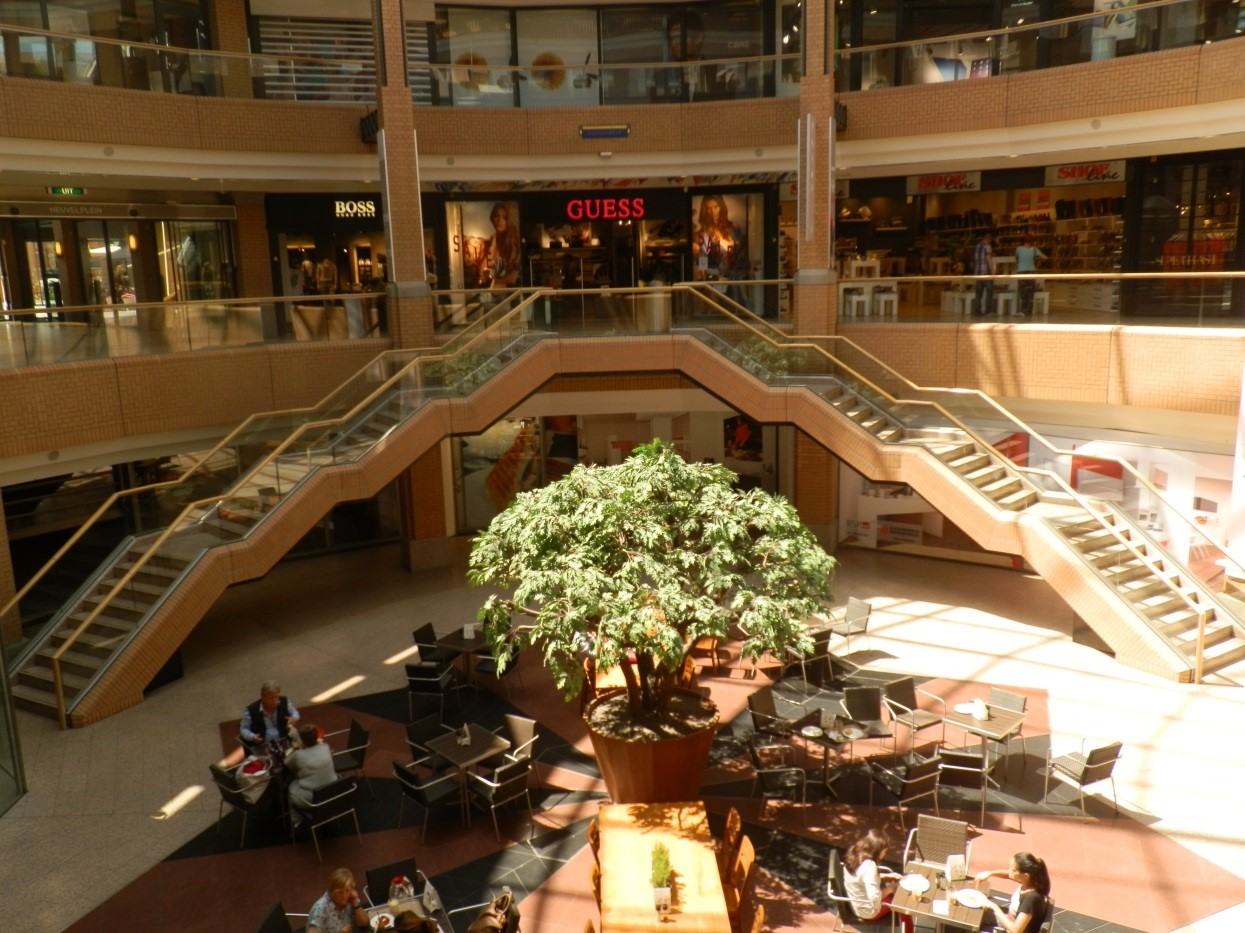
Winkelcentrum binnen (2014)